# 圣文代米亚诺
圣文代米亚诺（義大利語：San Vendemiano），是意大利威尼托大区特雷维索省的一个市镇。总面积18平方公里，人口10089人，人口密度560.5人/平方公里（2009年）。国家统计（ISTAT）代码为026076。

## 友好城市
- 斯洛維尼亞新戈里察 1973年